# Erik Tönsberg
Erik Tönsberg es un artista visual sueco (pintor, grabador, fotógrafo, escultor y videoartista), que desde finales de los años 70 reside en la costa malagueña. 

## Biografía
Erik Torleif Barth Tönsberg nace en Danderyd, Estocolmo (Suecia) el 17 de abril de 1949. Sus padres son Örnulf Torleif Barth Tönsberg y Birgit Halvarsson. A los nueve años recibe su primer premio de pintura por una acuarela y dos años más tarde comienza a pintar al óleo. Con sus padres visita los principales centros culturales europeos: la Galería de los Uffizi en Florencia, Pisa y Venecia, así como el Museo del Louvre en París. 
Con veinte años se agudiza su interés por conocer otras culturas y viaja a India, visita el Taj Mahal –que deja una huella inolvidable por su romántica y delicada belleza- y las cuevas de la Isla Elefanta en la bahía de Bombay. En Estambul queda prendado del Palacio Topkapi, la magnificencia de Santa Sofía y la Mezquita Azul y la homónima en la ciudad de Tabriz (actual Irán). Vuelve a Suecia pasando por Rusia y deteniéndose en Taskent, Samarcanda, San Petersburgo –sin dejar de visitar el Museo del Hermitage- y Moscú, donde asiste a un espectáculo de danza del Bolshoi Ballet y le sorprende la monumentalidad de la Catedral de Prokovsky y el Mausoleo de Lenin.
En 1970 vuelve a viajar a India, visita Benares y hace trekking en Nepal. A su vuelta a Suecia aborda sus primeros trabajos pictóricos expresionistas a gran escala. Dos años más tarde, después de hallar en el sur de Francia una esfera de acero pulido con forma de rodaballo, se adentra en el desierto de Argelia hasta Tamanrasset con el propósito de realizar una acción artística en la cima del Monte Tahat. En esa localización el objeto esférico funciona como un espejo que devuelve la imagen del universo.

## Trayectoria artística

### Primeros trabajos
En 1975 ingresa en la Escuela Escuela de Artes y Oficios de la Universidad de Estocolmo -donde estudia Historia del Arte y Filosofía con el filósofo noruego Arne Naess- y en la Escuela de Arte Idún Loven y comienza a ser un artista asiduo de la escena expositiva de la ciudad. En 1977 viaja de nuevo a India y a la vuelta pasa una temporada en Afganistán, visita el Valle de Bamiyán y se enrola en una caravana de algodón desde Mazar-i-Sharif hasta Herat.
En 1978 se traslada al sur de España -a la costa andaluza- a Nerja, traduce al sueco los cuadernos de trabajo de Leonardo da Vinci y frecuenta el ambiente artístico de esta localidad malagueña, compartiendo inquietudes y complicidades con artistas como Carlos Álvarez, Fernando Texidor, Robert Harding, Rafael Cabrera, Juan Perez de Siles y otros. Prueba de ello son las exposiciones colectivas en las que participa, tres de ellas en años sucesivos, desde 1980 a 1982 en la Sala de Arte del Ayuntamiento de Nerja. Por estos años su pintura posee registros muy heterogéneos -casi antagónicos, podría afirmarse- desde el expresionismo abstracto al surrealismo, el arte minimal, el hiperrealismo y el arte conceptual.
A comienzos de los años 80 traba relación con el crítico de arte francés Pierre Restany, aglutinador desde los años 60 del Nouveau Realisme junto a Ives Klein, Arman, Martial Raysse, Daniel Spoerri y Jean Tinguely, entre otros artistas. En 1983 visita el Museo del Prado en Madrid y la ciudad de Toledo y su pintura sigue alternando expresionismo con hiperrealismo. Un año más tarde trabaja en un proyecto sobre la conversión de una vieja fábrica de azúcar de la compañía Larios en un centro artístico y cultural en la localidad de Maro (Málaga), que no llega a materializarse. En 1985 visita el Museo de Arte Abstracto Español de Cuenca y conoce a Fernando Zóbel, que le enseña la biblioteca y los fondos del museo, quedando fascinado por la colección que alberga. Este es también el año de su primera muestra individual en Nerja (Málaga).
Durante el invierno y la primavera de 1987 reside en la localidad italiana de Scandicci, visita la casa natal de Leonardo da Vinci, Siena y las canteras de Carrara. De vuelta a España es seleccionado para formar parte de la IX Bienal de Arte de Marbella (Málaga). Al año siguiente es invitado por su amigo Rafael Cabrera (Hashim Ibrahim Cabrera) a pasar unos meses en su casa en Almodóvar del Río (Córdoba) para preparar su exposición Tierra de nadie en la Sala Capitulares.
La exposición reúne trabajos de los dos últimos años y supone un compendio artístico que se nutre de su formación cultural anglosajona y sus posteriores querencias espirituales aquilatadas a través de los sucesivos viajes realizados. La suya es una pintura de una fuerte carga romántica que “elige la mediterraneidad latina como mediación, para mirar desde su “Balcón de Europa” –en clara alusión a la localidad de Nerja- tanto al frío Oriente como al cálido Occidente”. A propósito de la exposición, Ángel Luis Pérez Villén afirma que su pintura posee múltiples referencias, desde el expresionismo esteticista del support-surface galo, a las sugerencias de Tapies, del gesto bronco de Kiefer a la luminosidad y el timbre rítmico de Broto. “En suma, la celebración de la pintura como un paisaje en el que comulgan las tinieblas informales y caóticas con el fogonazo inmaculado y desconcertante de un cometa”. Por su parte Rosa Martínez de Lahidalga –secretaria por ntonces de la Asociación Española de Críticos de Arte (AECA)- manifiesta que “La pintura de Erik Tönsberg, de recio cuño expresionista, es la respuesta contundente a una voluntad de expresión creadora testimonial de la persona y de su tiempo”.

### La fragua de la madurez
En 1989 monta estudio en Sevilla y se forma en estampación y grabado con Antonio Damián, vuelve a Nerja y completa su aprendizaje en el taller de Perry Oliver. Compra un terreno en Torrox (Málaga) para acometer la construcción de residencia y estudio, participa en la Feria de Arte de Estocolmo con la Galería Marguerite Hakanson e inicia una serie de Pinturas Negras como consecuencia del fallecimiento de dos amigas muy cercanas. En 1992 pasa una temporada en Nueva York y se impregna de la energía de la urbe. Profundiza en la serie de Pinturas Negras, en esta ocasión motivado, entre otras cosas, por la muerte de su padre. En 1994 se instala definitivamente en el nuevo estudio de Torrox con Sarah Oliver y comienza una etapa muy fructífera que le llevará a participar en numerosas exposiciones colectivas, la primera de las cuales es Territorio para la creación (Centro Cívico, Diputación de Málaga) en la que presenta “Angel Dust”, una pintura de gran formato.
Su obra está inmersa en un proceso de introspección y reflexión pictóricas que se inició con las Pinturas Negras y que prosigue con la serie A Gesture. Como su nombre indica se trata de un extenso ciclo de obras en las que la gestualidad del trazo es el vocabulario con el que articula la expresión de su acontecer cotidiano. Participa en Arte Sur, Feria Internacional de Arte Contemporáneo de Granada con la Galería Ra del Rey y expone individualmente en la Sala de Arte del Ayuntamiento de Nerja, ambas en 1995. El año siguiente vuelve a mostrar obra –Variaciones. Diario de un paisaje, se denomina la exposición- en el Bar Cavana de Nerja y de manera colectiva en Arctic Festival en Luleå (Suecia) y en Triennial-96, Sofía (Bulgaria), un encuentro artístico internacional en el que coincide de nuevo con Pierre Restany y Dimitar Grozdanov, promotor de la convocatoria.
En 1997 participa en E.C.L.A. en Niza (Francia), en Process Space Festival en Balchik (Bulgaria) y en Dialogues. 3rd International Biennial en San Petersburgo (Rusia). Al año siguiente repite en Niza en el encuentro de E.C.L.A. e inicia una nueva serie de obras, Fragments, una de las cuales sirve como ilustración de la entrada que se le brinda en el volumen 14 del Diccionario de Pintores y Escultores Españoles del siglo XX que Forúm Artis (Madrid) edita en varios volúmenes entre 1994 y 1998. Buena parte de las pinturas de esta serie –Fragments- se exhibe en el año 2000 en konstens Hus en Luleå (Suecia) en una muestra conjunta con su amigo escultor Robert Harding. Siguen siendo pinturas que se mueven en el ámbito de la abstracción si bien dejan traslucir un entramado formal, un sostén físico y material –el propio bastidor que soporta el lienzo- sobre el que despliega un sugerente repertorio de matices, tonalidades y texturas que comienza a ser habitual en su obra.
En palabras del crítico de arte Bertil Sundstedt la pintura de Tönsberg ayuda a conferir al arte la capacidad filosófica de elevarse desde lo inmediato y poder acceder a la única expresión posible de lo trascendental o de captar la realidad auténtica. En referencia a la exposición en Luleå comenta en el diario Norrbottenskuriren: “es una hermosa y rigurosa exposición de la cual surgen pensamientos importantes acerca de la verdadera naturaleza de la existencia y los objetivos y medios del arte”. En el año 2001 Tönsberg vuelve a participar en Process Space Festival, en esta ocasión celebrado en la ciudad búlgara de Ruse y dos años más tarde expone individualmente en Casa El Apero, Centro Cultural de Frigiliana (Málaga). En 2004 y en la Galería Krabbe de esta localidad malagueña hace doblete en sendas muestras conjuntas: Arte contemporáneo andaluz y Grabado andaluz y al año siguiente en una individual titulada Perlas al amanecer. Este mismo año de 2005 acomete una exposición retrospectiva de la última década de su trayectoria, Summa, que se exhibe en la Sala Mercado de Nerja. También obtiene un premio en la séptima convocatoria de Dialogues, celebrada en Manege, San Petersburgo (Rusia). La obra ganadora –“Situación”- pasa a formar parte del Museo de Arte Moderno de Moscú.

### Años de crisis
A partir de aquí se abre casi una década de muy bajo perfil artístico en su trayectoria. Las razones son de diversa índole, unas físicas (hospitalarias) y otras psíquicas, unas voluntarias y otras fortuitas. Como consecuencia deja de trabajar y de participar en exposiciones colectivas. El principal motivo es clínico, se somete a un trasplante y sale airoso del trance y como agradecimiento al Hospital Regional Universitario de Málaga, donde ha sido intervenido edita una publicación –“Ahí va…”- en 2008. Un libro con imágenes de todo el proceso, algunas de las cuales se llegan a mostrar en la Sala de Arte del Ayuntamiento de Nerja e incluso dos de ellas, de mayor formato, ingresan en la colección del hospital de referencia. También en 2008 participa en una muestra colectiva en la Galería Kreisler de Madrid. Dos años más tarde, por motivos económicos, debe prescindir de su estudio en Torrox (Málaga) y de manera simultánea después de trasladar a un almacén toda su obra –cientos de cuadros y miles de acuarelas, dibujos y grabados- termina perdiéndola por un incendio fortuito que la destruye sin remisión. 
Permanece unos cinco años al margen de cualquier actividad artística hasta que en 2016 le invitan a participar en Process Space Festival en Ruse (Bulgaria), al que acude por tercera vez. Aquí interviene en un edificio de uso industrial, donde coloca siete bicicletas blancas colgadas del techo. La instalación, titulada “Transition“, es una muestra de poesía visual expresionista: “un viaje al caos de la humanidad. Dedicada a los refugiados“, en palabras de su autor. Esta acción artística recuerda -por el hecho de suspender en el espacio un objeto- la realizada años atrás en Estocolmo cuando cuelga junto a la entrada del célebre club nocturno Alexandra un zorro desollado. También en 2016 y en la localidad búlgara de Veliko Tarnovo participa en una exposición colectiva en la que se muestran sus trabajos realizados en la edición del año 2001. Así mismo es llamado a participar en Ad ognuno la sua parte, evento artístico organizado por Tadlachance en la villa italiana de Villatalla, una pequeña localidad que se dedica a la producción de aceite. La acción consiste en pintar de blanco un olivo. “A tree with no name” -que es como se titula la intervención- pretende dedicar cada una de las hojas del árbol a los niños que sufren por las guerras. En 2017 concurre a dos convocatorias colectivas sucesivas de Resonance Gallery en Plovdiv (Bulgaria).

### Plena madurez
En 2019 presenta Las cuatro estaciones en la sala de exposiciones del Museo Cueva de Nerja. Lo exhibido es un conjunto de óleos de gran formato y de técnicas mixtas sobre papel en las que se enseñorea la abstracción informal en diversos registros. El más frecuente se caracteriza por una dicción gestual de un marcado acento lírico, aunque también son habituales las composiciones en las que la expresividad se condensa en un formalismo esencial que recuerda las caligrafías orientales. Con este bagaje pictórico vuelve a mostrar obra reciente en 2020 en Casa Fuerte Bezmiliana, en la localidad malagueña de Rincón de la Victoria: “La aparente tranquilidad que desprende la personalidad del artista, se transforma en los lienzos en una eclosión de luz y color, llena de pasión y de profunda sabiduría de vivir”.
El artista persiste en su actitud de no cerrar la obra, de mantener alerta y activa la complicidad del espectador para que este pueda disfrutar de la experiencia plástica de cada pintura. Por esta razón insiste en hablar de obras inacabadas cuando se refiere a estas pinturas. Su interés –en la línea de la obra abierta de Umberto Eco- es “involucrar a la audiencia, dar pistas y cabos sueltos donde el espectador pueda entrar, seguir y dejar que su propia mente cree caminos a seguir. La esperanza es que este proceso no termine frente a la imagen, sino que la obra funcione para invocar, convocar y despertar conexiones sinápticas en el cerebro que surgirán en momentos lejanos en el tiempo y el espacio de la obra”
En el verano de 2022 vuelve a mostrar obra reciente en Zephyrus en el Centro Cultural MVA de la Diputación de Málaga. La exposición, que hace referencia al viento del oeste en la mitología griega es, en esta ocasión, un homenaje a Occidente, a la democracia y la cultura de nuestro entorno más inmediato. Pero a la vez también es un inventario de proposiciones que profundiza en ese carácter abierto de su pintura, un muestrario diverso acerca de la cualidad dramática y lírica de la abstracción que le permite hacer uso de ella -entre otras cosas- para adentrarse en su interior y hacer bandera de los ideales humanistas (nihilistas) de Dostoievski. Y esta referencia al creador ruso se hace precisamente en un momento en que ese contexto europeo está amenazado por la invasión de Ucrania.
Al año siguiente una nueva entrega de su obra se exhibe en la Sala El Portón de Alhaurín de la Torre (Málaga). La mariposa azul, que es el título de la exposición, reúne como viene siendo habitual obra sobre papel y pinturas de gran formato. Aunque sigue patente la filiación a la veta nórdica –una referencia pictórica en cuanto a densidad expresionista y dramatismo formal pero también a lirismo y luminosidad cromática- su pintura continúa transitando por múltiples registros. El primero que salta a la vista es el del gesto como huella que dibuja en el aire una imagen seductora. Eco a su vez de la tradición caligráfica oriental que mantiene abierta la conexión mental-corporal, de manera que lo representado sobre la superficie blanca desvela una imagen especular del interior de quien se deja llevar por ese sonido íntimo. Otro registro de su pintura está caracterizado por la levedad de la materia empleada y la sutileza del rastro impreso, dando indicios –como manifiesta el artista- de que sólo estuviese henchida de aire. No obstante el patrón más común viene marcado por una composición barroca que se caracteriza por un repertorio de trazos, goteos, pinceladas, manchas o campos de color dispuestos sobre la superficie blanca del lienzo que crean un celaje a la espera de su visita y apreciación.